# Saint-Éphrem-de-Beauce
Saint-Éphrem-de-Beauce est une municipalité dans la municipalité régionale de comté de Beauce-Sartigan au Québec (Canada), située dans la région administrative de Chaudière-Appalaches.

## Toponymie
Elle est nommée en l'honneur d'Éphrem le Syrien.

## Histoire

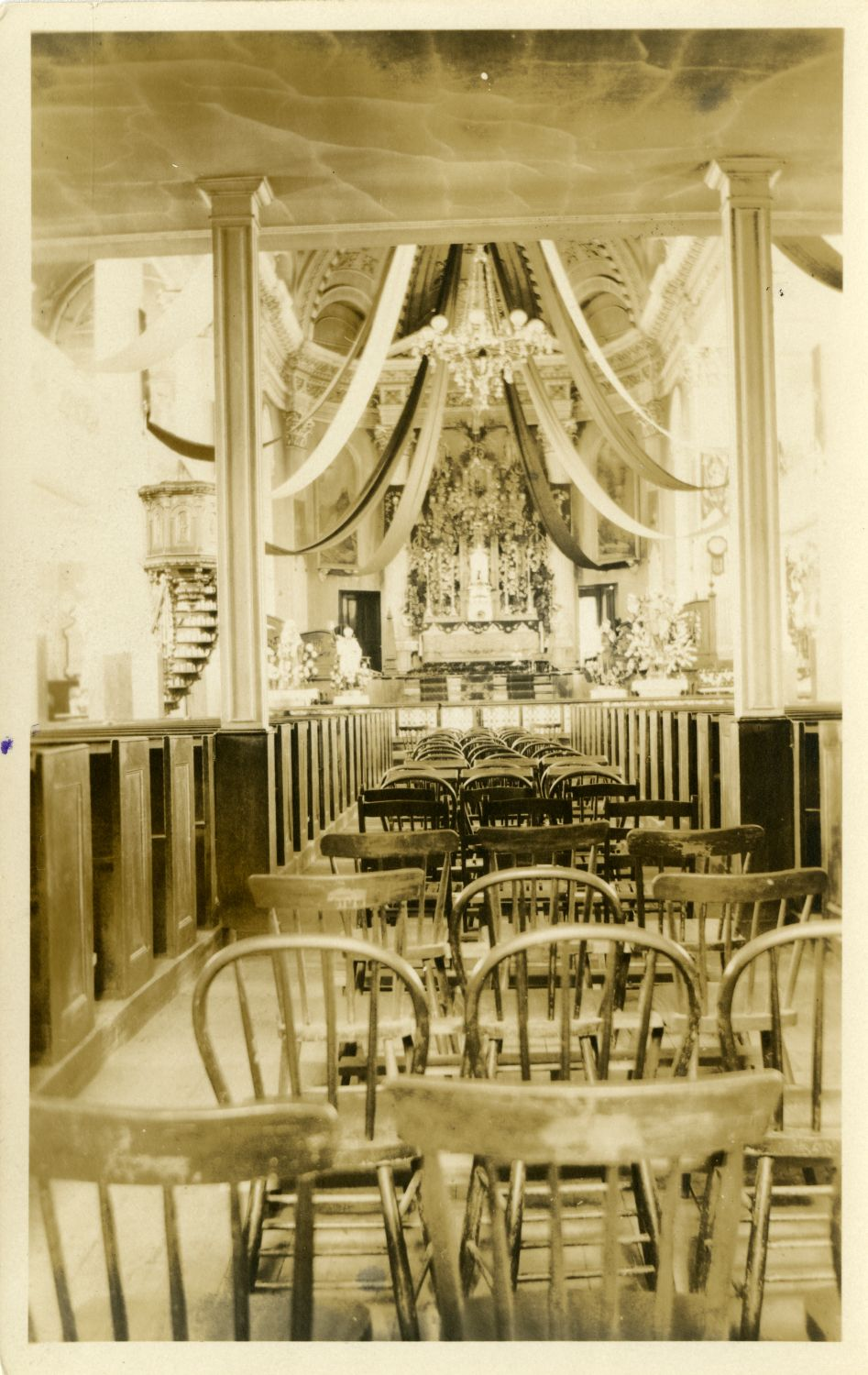
L'église de Saint-Éphrem-de-Tring vers 1910

- 1855 : Constitution de la municipalité de canton de Tring
- 1er janvier 1864 : La municipalité de paroisse de Saint-Éphrem de Tring est créé lors du démembrement de Tring.
- 1er mars 1870 : Saint-Éphrem de Tring change son statut pour celui de municipalité.
- 10 juin 1897 : La municipalité de village de Saint-Éphrem de Tring se détache de la municipalité.
- 15 décembre 1956 : La municipalité de Saint-Éphrem de Tring change son nom pour celui de municipalité de paroisse de Saint-Éphrem de Beauce
- 15 mars 1969 : La paroisse de Saint-Éphrem de Beauce devient la paroisse de Saint-Éphrem-de-Beauce, le village de Saint-Éphrem de Tring devient quant à lui le village de Saint-Éphrem-de-Tring.
- 24 décembre 1997 : Fusion entre Saint-Éphrem-de-Tring et Saint-Éphrem-de-Beauce pour devenir la municipalité de Saint-Éphrem-de-Beauce.

## Géographie
La municipalité de Saint-Éphrem-de-Beauce trouve au sud-ouest de Saint-Georges, sur les rives de la rivière des Hamel qui coule du sud-ouest de la municipalité vers le nord-est où elle conflue avec le Bras Saint-Victor qui traverse la municipalité du sud au nord.
La superficie de la municipalité est d'environ 120 kilomètres carrés.

## Démographie
| 1996  | 2001  | 2006  | 2011  | 2016  | 2021  |
| ----- | ----- | ----- | ----- | ----- | ----- |
| 2 528 | 2 585 | 2 627 | 2 567 | 2 400 | 2 323 |

## Politique et administration

### Liste des maires
Les élections municipales se font en bloc pour le maire et les six conseillers.
| Saint-Éphrem-de-Beauce Maires depuis 2001                                                                            |                  |         |          |
| Élection | Maire            | Qualité | Résultat |
| 2001 | Luc Lemieux      |         | Voir     |
| 2005 | Luc Lemieux      | Voir    |          |
| 2009 | Luc Lemieux      | Voir    |          |
| 2013 | Normand Roy      |         | Voir     |
| 2017 | Normand Roy      | Voir    |          |
| 2021 | André Longchamps |         | Voir     |
| Élection partielle en italique Depuis 2005, les élections sont simultanées dans toutes les municipalités québécoises |                  |         |          |

• 29 janvier 2024 : l’actuel maire de Saint-Éphrem, André Longchamps est décédé à l’âge de 53 ans des suites d’une maladie.

### Jumelage et coopération
- Caraquet (Canada)

## Économie
Quelques industries importantes s'y trouvent dont:
- René Matériaux Composites
- Masonite (anciennement Les portes Baillargeon)
- Les industries PHL
- Filature Lemieux
- Transport Couture
- Scierie Clermond Hamel
- Bois Hamel
- National Granit
- Les entreprises Danplex

## Culture locale et patrimoine

### Monuments et lieux touristiques
La sacristie de la première chapelle a été érigée en 1866, démontée en 1974 et reconstruite en 1982. Au même moment, le premier cimetière a vu le jour. Il a été fermé en 1882 lors de l'ouverture du cimetière adjacent à la nouvelle église.
L'église de Saint-Éphrem a été érigée entre 1880 et 1884,. Elle a été dessinée par l'architecte David Ouellet. Il a également conçu le presbytère. Louis Jobin a sculpté le monument au Sacré-Cœur localisé devant l'édifice religieux.
Sur le plan de l'architecture résidentielle, les maisons Vital-Roy, Roméo-Poulin et Deslauriers ont été bâties respectivement entre 1840 et 1860, en 1842 et en 1867 dans des secteurs ruraux. La maison Adrienne-Lemieux a été construite vers 1913 dans le style « Boomtown ». Datant du milieu du XIXe siècle, les maisons Georges-Pépin et Georges-Poulin ont été démolies au cours des années 1990,.
Construit en 1933 dans le type « Town québécois », le pont couvert Napoléon-Grondin permet de traverser la rivière du bras Saint-Victor.
La municipalité compte dix sites protégés et valorisés pour leur intérêt patrimonial.

### Manifestation culturelle
- Woodstock en Beauce

### Drapeau
Il aborde les mêmes couleurs que celui de la France pour signifier l'origine française de la commune. Il contient trois feuilles d'érable de couleur verte dans la section blanche du drapeau. Celles-ci représentent le pays de l'érable et les trois groupes fondateurs venant de St-Isidore, Sainte-Marie et de Beauceville. Il fut créé en 1955